# Philtre
A Philtre Nitin Sawhney indiai-angol zenész 2005-ös lemeze.

## Számok
1. Everything
2. Spark
3. Dead Man
4. Rag Doll
5. Mausam
6. Journey
7. Void
8. Koyal (Songbird)
9. Noches En Vela (Part 1)
10. Noches En Vela (Part 2)
11. Mirage
12. Throw
13. Flipside
14. Brainwaves
15. Footprints
16. The Search
17. Sanctuary